# جان ساندستروم
جان ساندستروم (بالسويدية: Jan Sandström)‏ هو ملحن سويدي، ولد في 25 يناير 1954 في ستوكهولم في السويد.

## وصلات خارجية
- الموقع الرسمي
- جان ساندستروم على موقع ميوزك برينز (الإنجليزية)
- جان ساندستروم على موقع ديسكوغز (الإنجليزية)